# Chane Tabatabei
Chane Tabatabei – dom rodziny Tabatabei w Kaszan, Iran. Aktualnie muzeum, w którym można zobaczyć jak mieszkały bogate irańskie rody w czasie panowania dynastii Kadżarów.

## Historia
Zbudowany około roku 1880 dla Seyyed Ja'far Tabatabei, bogatego kupca handlującego dywanami.

## Architektura
Dom podzielony jest na trzy części:
- dom wewnętrzny – andaruni – prywatne pokoje domowników;
- dom zewnętrzny – biruni – część w której przyjmowano gości;
- część mieszkalną służby – khadameh.

W rezydencji znajdują się cztery dziedzińce, największy z fontanną. W najwyższej części budynku znajduje się weranda (talar) zdobiona misternymi stiukami.